# 7e régiment d'artillerie (France)
Pour les articles homonymes, voir 7e régiment.
Le 7e régiment d'artillerie (7e RA) (également appelé 7e régiment d'artillerie à pied) est un régiment d'artillerie de l'Armée de terre française créé sous la Révolution à partir du régiment de Toul artillerie un régiment français d'Ancien Régime. En 1999, il est dissous et transformé en 61e régiment d'artillerie.
Au cours de ses 237 années d'existence, il aura été engagé aux Pays-Bas, en Belgique, en Allemagne, en Autriche, en Italie, en Espagne, en Pologne, en Russie, en Algérie, en Crimée, en Chine, au Mexique et plus récemment en Centrafrique, en ex-Yougoslavie, en Géorgie, en Côte d'Ivoire et en Polynésie.

## Création et différentes dénominations
- 1791 : 7e régiment d'artillerie
- 1794 : 7e régiment d'artillerie à pied
- 1815 : licencié
- 1816 : Régiment d'artillerie à pied de Toulouse
- 1820 : 7e régiment d'artillerie à pied
- 1829 : 7e régiment d'artillerie
- 1854 : 7e régiment d'artillerie monté
- 1872 : 7e régiment d'artillerie
- 1883 : 7e régiment d'artillerie de campagne
- 1923 : dissolution
- 1939 : recréé comme 7e régiment d'artillerie divisionnaire
- 1940 : dissolution
- 1956 : recréé comme 7e régiment d'artillerie
- 1962 : dissolution
- 1966 : recréé comme 7e régiment d'artillerie
- 1999 : devient 61e Régiment d’Artillerie.

## Colonels et chefs de corps
- 3 juin 1792 : Pierre Morand Dupuch de Grangeneuve (**)
- 8 mars 1793 : Jean-Baptiste Vannot de Montperreux
- 1793 :  N. Legrain où Legrais
- 10 mai 1795 : Jean-Baptiste Nicolas Humbert (*)
- 1798 : Nicolas François de Séroux (**)
- 28 novembre 1800 : Alexandre Berthier
- 11 octobre 1801 : François Louis Dedon (**)
- 29 octobre 1803 : Pierre Marie de Bicquilley (*)
- 1807 : Pierre Henri Lepin (*) ;
- 1er août 1811 : Hyacinthe Colin
- 8 janvier 1814 : Jean Nicolas Le Roy
- 20 janvier 1815 : François Berthier (*)
- 13 septembre 1816 : Henri Gilbert de Beaufranchet
- 5 juillet 1821 : Louis Pierre Préau
- 22 novembre 1823 : Jean Baptiste Victor Raindre
- 10 juillet 1824 : Jean-François Vialet
- 23 décembre 1829 : Jean Baptiste Victor Raindre
- 6 octobre 1830 : Joseph Ferdinand Marie Bruneri de Rivassoa
- 23 septembre 1831 :Jean-Baptiste Cercelet
- 14 juillet 1834 : Pierre François Hubert Normand
- 25 février 1838 : Charles Marie Bousson
- 26 février 1840 : Louis Gaspard de Vésian
- 6 avril 1845 : Claude Olivier Blanchard
- 4 septembre 1846 : Antoine François Cloquemin
- 29 décembre 1847 : Jean-Baptiste Allot
- 6 janvier 1852 : Marie-Justin-Lin Soleille
- 9 juin 1855 : Jules-Timothée Arnous
- 1857 : François-Louis Mengin
- 1858 : Jules-Timothée Arnous
- 20 août 1862 : Alphonse Eugène Aubac
- 27 juin 1871 : Pierre François Chappe
- 1875 : Henry Boucher de Morlancourt
- 1881 : colonel Hartung
- 1886 : colonel Bubbe
- 1891 : colonel Marchal
- 1894 : colonel Chanson
- 1898 : colonel Jourdy
- ....
  - 702e Groupe d'Artillerie Guidé Algérie ;
- 1958 : Lieutenant-colonel Janin
- 1960 : Paul Piébourg
  - 702e Groupe d'Artillerie Guidé Épernay ;
- 1962 : Gilbert Sarda
- 1964 : Lieutenant-colonel Laroche
  - 7e Groupe de Repérage Épernay ;
- 1966 : Lieutenant-colonel Emile Lacombe (*)
- 1968 : Henri Le Friec
  - 7e régiment d'artillerie Epernay ;
- 1970 : Jean Granelle
  - 7e régiment d'artillerie Nevers ;
- 1972 : Lieutenant-colonel Genuyt
- 1973 : Jean Latrive
- 1975 : Philippe d’Anselme (*)
- 1977 : Claude Babel
- 1979 : Claude Dotte (*)
- 1981 : Dominique de Guibert
- 1983 : Jean Delahaye
- 1985 : Jean Deloison (*)
- 1987 : Alain Froger
- 1989 : Paul Jaumotte
- 1991 : Gilles de Khovrine (*)
- 1993 : Jean-Pierre Bourin (*)
- 1995 : Vladimir Tozzi
- 1997 : Pierre-Emmanuel Foucher (*)

(*) Officier qui devint par la suite général de brigade.
(**) Officier qui devint par la suite général de division.
(***) Chef de corps du 14 avril au 28 novembre 1855, futur général de corps d'armée

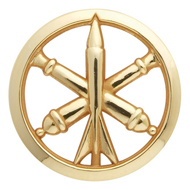
Insigne de béret d'artillerie.

## Historique des garnisons, combats et batailles du7eRA

### Guerres de la Révolution et de l’Empire
La Révolution supprime les dénominations de l'ancien régime, les régiments sont numérotés. Le no 7 est attribué au régiment, en fonction de son ancienneté.

Le régiment de Toul artillerie, devenu « 7e régiment d'artillerie » en 1791, envoie 4 compagnies en Bretagne, qui stationnent à Saint-Malo, Brest, Port-Louis et Belle-Île-en-Mer, et 2 autres en garnison à Nantes et Le Havre.
Le régiment quitte La Fère le 30 mars 1791, pour se rendre à Douai, où il forme en 1792 ses compagnies d'artillerie légère sous la direction de Lacombe Saint-Michel.
Le corps se distingue à cette époque par son exacte discipline et son désintéressement : il refusa de recevoir sa solde en argent. Cependant au mois de septembre, la 3e compagnie, rappelée de Cherbourg pour être dirigée sur l'armée du Nord, se révolta près de Lisieux contre le capitaine Lenoury, et contre ses sous-officiers. Le prétexte était l'incivisme du capitaine qui arrivait au corps et que nul ne connaissait. Cette affaire dangereuse pour Lenoury, n'a été complètement terminée qu'en mars 1794, par l'intervention prudente de Jean-Baptiste Eblé, et en même temps que d'autres affaires semblables intentées aux futurs généraux Navelet et Filhol de Camas, qui n'avaient d'autres torts que d'être des nobles.
Au début de la guerre le « 7e régiment d'artillerie » fournit ses compagnies aux armées du Nord, des Ardennes et de la Moselle et combattent aux batailles de Valmy et de Jemmapes en 1792, à Neerwinden, Hondschoote et Wattignies en 1793, à Fleurus, à la prise du fort de l'Écluse et à Aldenhoven en 1794.

Quelques-unes d'entre elles sont signalées d'une manière particulière au combat de Pirmasens, le 14 septembre 1793, et aux affaires qui ont eu lieu sous Mayence.
Une partie du régiment rejoint, de 1794 à 1797, l'armée de Sambre-et-Meuse et participe aux sièges de Maastricht et de Bois-le-Duc en 1794, aux passages du Rhin en 1795 et en 1796 et à la bataille de Neuwied en 1797.

Une autre partie du régiment, affectée à l'armée de Rhin-et-Moselle est engagée à la bataille de Neresheim, à la défense de Kehl et à la bataille de Biberach en 1796.
Son dépôt, qui est à La Fère en 1796, passe à Metz en 1798 et à Strasbourg en 1801. 

Il avait en ce temps-là une compagnie à Flessingue et 5 compagnies en Hollande, à la solde de la République batave.
En 1799, les compagnies affectées à l'armée de Batavie, dans le cadre de la Campagne de Hollande combattent à Bergen, Alkmaar et Castricum.
En 1800, le régiment, muté à l'armée du Rhin, se trouve engagé aux batailles et combats à Engen, à Moesskirch, à Kirchberg, à Hochstett et à Hohenlinden.
En 1801, la 11e compagnie participe à l'expédition de Saint-Domingue. 
De 1805 à 1810, le gros du régiment servait avec la Grande Armée et participe aux batailles d'Ulm et d'Austerlitz en 1805 durant la campagne d'Allemagne, puis lors de la Campagne de Prusse et de Pologne aux batailles d'Iéna et d'Auerstaedt en 1806, et d'Eylau et au siège de Neisse en 1807. 
En 1809, dans le cadre de la campagne d'Allemagne et d'Autriche, le régiment se trouve aux batailles d'Eckmühl et de Wagram.
Le 25 mai 1809 près de Stralsund, la 12e compagnie est écrasée malgré la victoire finale française. Le dépôt s'était transporté cette année à Mayence, où il est resté jusqu'au mois de mai 1814. 
Après la bataille de Wagram (6 juillet 1809) une partie des compagnies est successivement acheminée vers l'Espagne et combattent à Gérone en 1809, Astorga en 1810, Tarragone et Sagonte en 1811, Valence et Les Arapiles en 1812, Saint-Sébastien en 1813 et Toulouse en 1814.
En 1812, 12 compagnies sont affectées à la Grande Armée et participent à la campagne de Russie. Elles sont engagées aux batailles de La Moskova, de La Bérésina et au combat de Vilna. 
Voici la position des compagnies au 1er septembre 1812 :
- 1re compagnie au 1er corps en Russie
- 2e compagnie au 1er corps en Russie
- 3e compagnie au 1er corps en Russie
- 4e compagnie au 2e corps en Russie
- 5e compagnie au 9e corps en Russie
- 6e compagnie au 1er corps en Russie
- 7e compagnie à Hambourg en Allemagne
- 8e compagnie à Grenade en Espagne
- 9e compagnie au 1er corps en Russie
- 10e compagnie à Gérone en Espagne
- 11e compagnie à Tarragone en Espagne
- 12e compagnie à Stettin en Pologne
- 13e compagnie à Antequera en Espagne
- 14e compagnie à Custrin en Pologne
- 15e compagnie au parc de siège en Russie
- 16e compagnie au 1er corps en Russie
- 17e compagnie à Hambourg en Allemagne
- 18e compagnie à Glogau en Pologne
- 19e compagnie au parc de siège en Russie
- 20e compagnie au Portugal
- 21e compagnie au parc de siège en Russie
- 22e compagnie au parc de siège en Russie

Les campagnes de 1813 et 1814 furent particulièrement fatales au 7e régiment : 
- la 11e compagnie est prise à Kulm
- les 2e, 5e, 7e, 9e, 15e compagnies le furent à Dresde
- les 12e, 17eet 22e compagnies capitulèrent à Dantzig
- les 14e, 16e, 18e et 25e compagnies tombèrent aux mains de l'ennemi lors des défenses de Custrin, de Wittemberg, de Modlin et de Torgau
- la 27e compagnie subit le même sort en cherchant à gagner la France par le nord

Après la première abdication de Napoléon Ier, le dépôt, quitta Mayence et arriva à Metz le 16 mai 1814, d'où il est envoyé à Auxonne. Le régiment y est réorganisé par le général Charbonnel le 1er septembre 1814 sur l'ancien pied de 21 compagnies, dont une pour les colonies, en y incorporant la moitié de la 3e compagnie d'artillerie à pied de la Vieille Garde, les 13e, 14e et 15e compagnies de la jeune garde, et les 21e et 26e compagnies du 9e régiment d'artillerie. Au mois de novembre, le régiment alla s'établir à Besançon.
Après Waterloo, où s'étaient trouvées 8 de ses compagnies et où elles avaient perdu tout leur équipement, les fractions du régiment étaient ainsi placées : 
les 1re et 2e compagnies, qui avaient été appelées à Paris en juin 1815, étaient à Poitiers ; les 3e, 4e, 5e, 6e, 11e, 12e, 14e, et 15e compagnies, échappées de Waterloo, à Limoges ; la 7e compagnie à Belfort ; les 8e, 9e, 10e et 20e compagnies à Besançon, la 13e compagnie à Langres, la 16e compagnie à Lons-le-Saulnier, la 17e compagnie à Dijon, la 19e compagnie au Fort de Joux, les 18e, 21e compagnie et le dépôt à Auxonne.
Le général Berge, chargé du licenciement du corps, réunit le dépôt et seize compagnies à La Rochelle, et prononça leur dissolution le 17 novembre 1815 sur la place d'armes de cette ville. Les autres compagnies furent successivement licenciées dans les places qu'elles occupaient. Le conseil d'administration, composé du colonel François Berthier et de sept autres officiers et des hommes nécessaires pour l'aider dans la liquidation des comptes et des magasins, reçut ordre de se rendre à Toulouse, où il fut dissous lui-même le 1er mai 1816.
Colonels tués ou blessés en commandant le régiment pendant cette période
Colonel Pierre Marie de Bicquilley, blessé le 14 juin 1807
Officiers blessés ou tués en servant au 7e RA entre 1808 et 1814 :
Officiers tués : 26
Officiers morts de leurs blessures : 5
Officiers blessés : 50

### De 1816 à 1852
L'organisation d'un nouveau 7e régiment d'artillerie à pied, qui prend le titre de « régiment de Toulouse » est reconstitué et complété par l'appel des anciens canonniers encore liés au service des départements de la Gironde, des Landes, du Gers, des Basses-Pyrénées, des Hautes-Pyrénées et de la Haute-Garonne. 
En 1820 le « régiment de Toulouse » prend le nom de « 7e régiment d'artillerie à pied ».
Le régiment parcourt les garnisons de Rennes en 1817, Douai en 1825, Strasbourg en 1829.
En 1823, le régiment est engagé dans la campagne d'Espagne et il participe durant le siège de Cadix à l'attaque du fort de Sancti Petri ou 3 compagnies parviennent à éteindre le feu de l'ouvrage.
Le 9 septembre 1829, le régiment est réorganisé en régiment mixte, à Strasbourg, en conservant ses 9 premières compagnies, et en recevant les 3 premières compagnies du 1er régiment d'artillerie à cheval, mais en versant au 2e régiment d'artillerie ses 4 dernières compagnies.
En 1830, les 4e, 10e et 11e batteries s'illustrent lors de l'expédition en Algérie en combattant durant la de Staoueli et le siège du fort de l'Empereur et inscrivent « Alger 1830 » sur l'étendard du régiment.  
Une partie de la 4e batterie rentre en France le 8 septembre 1830 et l'autre partie le 8 décembre 1831.
 La 10e batterie rentre en France fin août 1830 et la 11e batterie le 11 janvier 1832.
La12e batterie  part de France le 9 mai 1832, et rentre en France le 4 février 1838.
Le régiment se trouve en poste à Besançon en 1832, Bourges en 1837, Metz en 1840, Rennes en 1845, La Fère en 1848 et Vincennes en 1850.
En 1834, le régiment fourni au 14e régiment d'artillerie 1 batterie à cheval, 1 batterie montée et 2 batteries à pied.
Le 24 juillet 1837, la 8e batterie est envoyée en Algérie. Elle rentre en France le 10 juin 1839
En 1849, il fait partie du corps expéditionnaire de la Méditerranée envoyé combattre la République romaine et participe au siège de Rome.

### Second Empire
Le 6 mars 1854, il est atteint par la fâcheuse organisation qui marque cette année. Par des motifs absolument incompréhensibles, les vieilles traditions ont été brisées. La plupart des régiments changèrent de numéros, et le 7e régiment d'artillerie perdit le rang qu'il possédait depuis si longtemps.
 
L'unité est alors transformée en 16e régiment d'artillerie à cheval.
L'organisation du 6 mars 1854, forme le « 7e régiment d'artillerie monté » avec 8 des batteries de l'ancien 1er régiment d'artillerie mixte.
En 1854-1855, affecté à l'armée d'Orient, il est envoyé en Crimée et participe au siège de Sébastopol et aux batailles de l'Alma et d'Inkerman.
En 1857, une partie du régiment est envoyée en Algérie dans le cadre de l'insurrection de la grande Kabylie. 
En quittant Metz en 1857, il se rend à Strasbourg et de là, à La Fère en 1861, et à Rennes en 1865
En 1859-1860, des batteries sont envoyées à l'expédition de Chine et participent à la bataille de Palikao tandis que d'autres, engagées dans la campagne d'Italie se trouvent aux batailles de Turbigo, de Magenta et de Solférino.
Reconstitué en 1860, le régiment est envoyé de 1861 à 1867 au Mexique et assiste à la bataille de Puebla en 1863.
Les diverses batteries affectées à l'armée de Châlons, durant la Guerre franco-prussienne de 1870, combattent à Beaumont, à Bazeilles, et à Sedan.
Les 2e bis, 14e, 19e et 21e batteries rejoignent l'armée de la Loire et participent aux batailles et combats de Beaune-la-Rolande, de Coulmiers, de Brou, de Patay, d'Artenay, d'Orléans, de Villepion (en), de Villorceau, de Beaugency, de Josnes, de Cernay en 1870 et du Mans en 1871.

Les batteries affectées à l'armée de l'Est sont engagées aux batailles et combats d'Arcey, de Villersexel et d'Héricourt.

D'autres batteries servent également au siège de Belfort, et au siège de Paris elles se trouvent engagées aux batailles et combats de Châtillon, de Bagneux, de Champigny, du Bourget, de La Malmaison et de Buzenval.

### De 1871 à 1914
Par suite du décret du 20 avril 1872, le 7e régiment d'artillerie monté devient le 7e régiment d'artillerie.

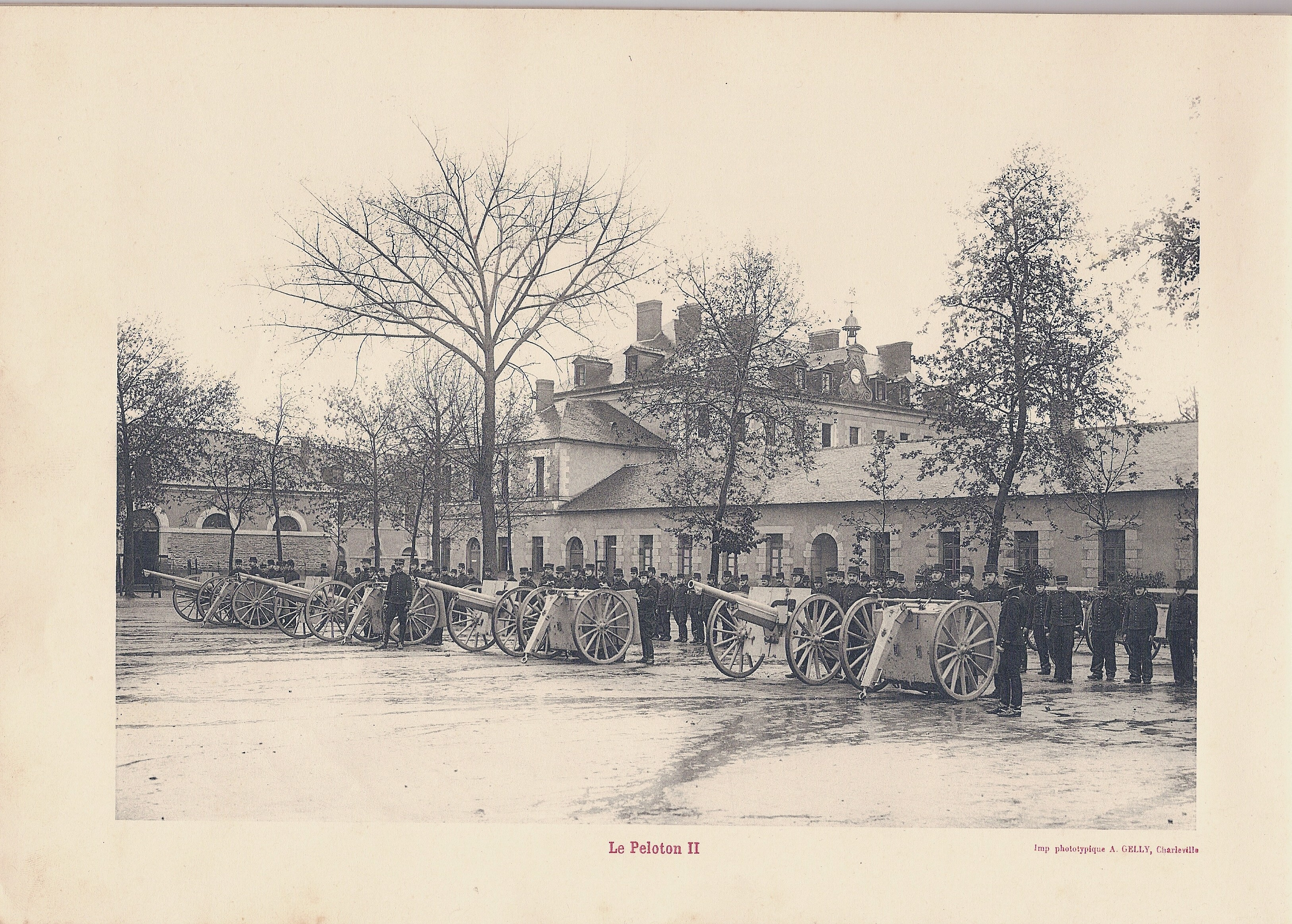
Présentation du régiment dans la cour de sa caserne, entre 1900 et 1914.

En 1872, il conserve 8 de ses batteries, reçoit, 2 batteries à cheval venant du 20e régiment d'artillerie et
cède 1 batterie au 18e régiment d'artillerie, 5 batteries au 20e régiment d'artillerie, 1 batterie au 23e régiment d'artillerie, et 2 batteries au 28e régiment d'artillerie. 
En 1873, il garde 9 batteries, reçoit 1 batterie à cheval du 4e régiment d'artillerie et 1 batterie du 5e régiment d'artillerie, cède une batterie à pied au 20e régiment d'artillerie, 1 batterie à cheval au 10e régiment d'artillerie, 1 batterie à cheval au 35e régiment d'artillerie, et fait partie de la 10e brigade d'artillerie, il est en garnison à Rennes
En 1881, une  batterie participe à la Campagne de Tunisie et une autre dans le Sud Oranais.

### Première Guerre mondiale
Ne doit pas être confondu avec le 7e régiment d'artillerie à pied (7e RAP)

#### Affectation
Lors de la mobilisation, le 7e régiment d'artillerie de campagne était en garnison à Rennes, rattachée à la 10e brigade d'artillerie, il constituait l'artillerie de la 19e division d'infanterie. Au cours de la guerre le 7e R.A.C. a perdu 12 officiers, 27 sous-officiers et 135 canonniers. Le régiment a été cité une fois à l'ordre de l'armée, une fois cité à l'ordre du corps d'armée, deux fois cité à l’ordre de la division. La troisième batterie du régiment a été citée à l'ordre de la 2e armée.

#### 1914
Transporté par voie ferrée vers la région de Vouziers début août, les premiers coups de canon ont lieu le 21 août près d'Arsimont, suivis d'une marche de repli. Le régiment prend ensuite part à la Première Bataille de la Marne. À partir du 28 septembre, le régiment opère dans le secteur d'Amiens.

#### 1915
De mars au 23 juillet, le régiment prend position dans le secteur d'Arras. Ensuite il occupe avec la 19e division d'infanterie la région de l'Argonne.

#### 1916

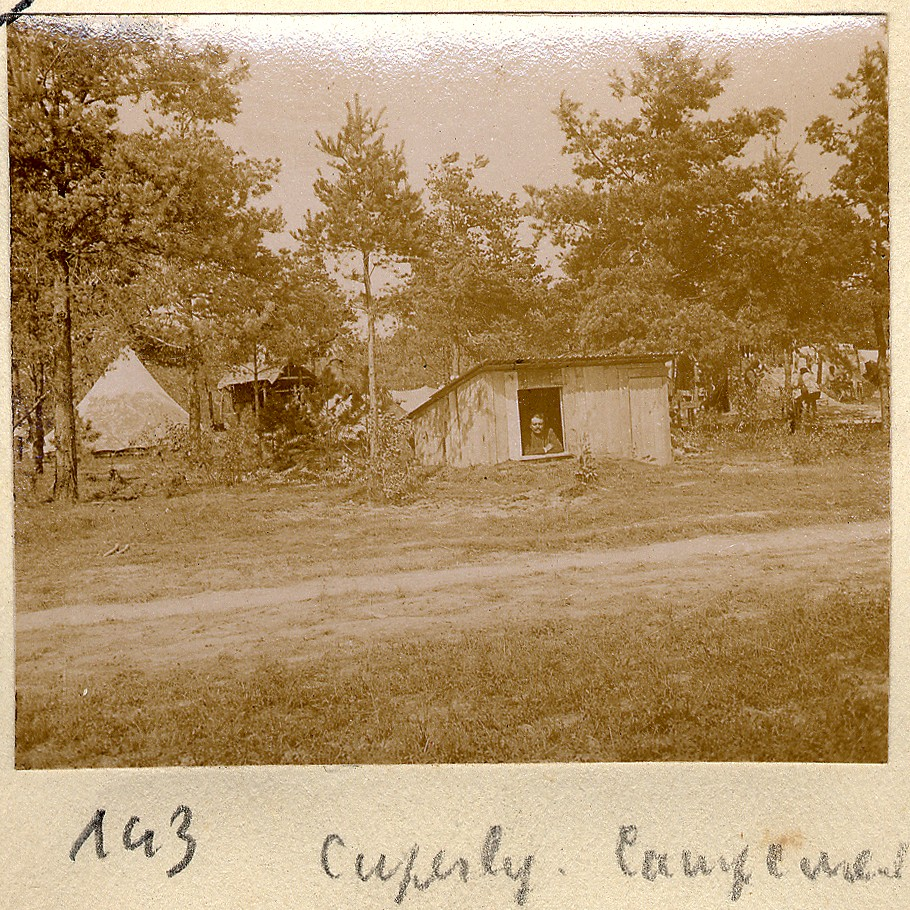
Le 7e à Cuperly en 1916.

Le régiment prend part à la bataille de Verdun du 25 février au 4 septembre. La troisième batterie du régiment est citée à l'ordre de la 2e armée : 

« La 3e batterie du 7e régiment d'artillerie, soumise du 21 février au 1er mai et du 1er mai au 25 juin à bombardements d'une violence inouïe qui lui ont fait perdre plus de la moitié de son personnel, s'est maintenue malgré tout [...] »

— Général Nivelle le 18 juillet 1916

#### 1917
Après une période d'instruction et de manœuvres au camp de Mailly, il participe à la Bataille des monts de Champagne à partir du 25 avril. Le régiment est mis à disposition de la 7e D.I. à partir du 30 août. En novembre le régiment est avec la 37e D.I. pour dégager la côte 344 et est cité à l'ordre de cette division le 3 décembre 1917.

#### 1918
Le régiment rejoint aux Eparges la 19e D.I. qui tient ce secteur. Combats en avril et mai dans le secteur de l'Ailette. La Bataille de l'Aisne à laquelle il prend part jusqu'au 14 juillet qui lui vaut une citation à l'ordre du 30e corps d'armée le 20 juin : « Le 7e régiment d'artillerie de campagne, sous le commandement du lieutenant-colonel d'Hangouwart, a montré pendant les opérations qui se sont déroulées du 27 mai au 17 juin 1918, de superbes qualités manœuvrières et un splendide dévouement. A réussi, grâce à la bravoure et à l'initiative de tous, à aller au devant des besoins de l'infanterie qu'il était chargé d'appuyer et a contribué à la réussite d'attaques extrêmement difficiles. En particulier les 5, 9, 12 et 17 juin a rempli sans défaillance, sans le moindre ralentissement, toutes ses missions, malgré les bombardements extrêmement violants qu'il a subis. » Le régiment participe à la seconde bataille de la Marne dans le secteur de la Vesle. Toute la 19e D.I. est citée à l'ordre de la 10e armée le 30 août 1918.

### Entre-deux-guerres
Lors de la réorganisation de l'artillerie de 1924, le 7e RAC est dissout à la date du 1er janvier 1924 et renforce le 10e régiment d'artillerie divisionnaire.

### Seconde Guerre mondiale
À la mobilisation de 1939, le 7e régiment d'artillerie divisionnaire, régiment de réserve type A, est mis sur pied le 9 septembre au centre mobilisateur d'artillerie no 24 (Rennes, Dinan, Fougères). Il est constitué de trois groupes de canons de 75 modèle 1897, d'une batterie anti-chars et d'une batterie hors rang. En 1940, il combat lors de la campagne de France au sein de la 20e division d'infanterie. Il se distingue dans le secteur d'Aumetz en Moselle. Il est à nouveau dissous après l'armistice.

### De 1945 à nos jours
- Il est recréé en 1956 et engagé en Algérie au sein de la 11e division d'infanterie pour être dissous en 1962.
- En 1966 le 702e groupe d'artillerie guidé crée le 1er juillet 1958 à Colomb Béchar pour expérimenter le nouveau drone R20 et rapatrié en France à Epernay en 1962 devient le 7e Groupe d'Artillerie Guidé (7e G.A.G), puis 7e Groupe de Repérage (7e G.R). A cette occasion, il reçoit la garde de l'étendard, afin de préserver les traditions de ce régiment. Durant son temps de garnison à Épernay, le régiment chargé de l'expérimentation tactique du système de surveillance du champ de bataille, mis en service, les premiers drones, les missiles R-20.
- C'est en juin 1972, qu'il quitta la terre de Champagne, pour rejoindre la ville de Nevers dans la Nièvre.

Le 34e régiment du génie devait le remplacer pour une période de près de 30 ans.
- Sa dernière garnison est Nevers. La portion principale est localisée dans l'ancienne caserne Pittié, garnison de tradition du 13e régiment d'infanterie de ligne dont la rue porte le nom. La zone technique est installée dans une annexe, d'anciens docks situés le long de la voie ferrée, rue des Docks, à proximité du carrefour giratoire de la D40 et de la D907bis. Les champs de tir sont situés à Challuy-Gimouille et à Bois Lambert, à proximité de la ville. Un quartier secondaire est ouvert à Garchizy à partir de 1992 pour recevoir le CL 289 et les batteries du 6e Régiment d'artillerie dissout. il y reste 27 ans. Il participe à la Guerre du Golfe, aux opérations de Bosnie et Macédoine.

En 1981, le 7 est doté du drone de surveillance Canadair CL-89 dont il reçoit quatre systèmes d'arme. En 1992, pour le remplacer, il reçoit le drone de la génération suivante, le Canadair CL-289.
En 1993, le 7e régiment d'artillerie absorbe le 6e régiment d'artillerie de Phalsbourg. 
En 1995, il reçoit en plus le drone Crécerelle, exploité par le 6e groupe à Phalsbourg puis à Chaumont. Unique régiment de l'armée de terre produisant du renseignement d'origine image, il est présent sur tous les théâtres d'opérations et notamment dans le Balkans.
- Le 7e régiment d'artillerie est dissous le 30 juin 1999, il faisait partie de la brigade de renseignement ; il est transféré et recréé sous l'appellation du 61e régiment d'artillerie depuis le 1er juillet 1999. Dernier régiment d'artillerie avec fourragère à la couleur du ruban de la Légion d'honneur dans la garnison de Chaumont-Semoutiers dans la Haute-Marne qui a repris ses traditions et ses fonctions de renseignement par imagerie avec ses drones.

## Étendard

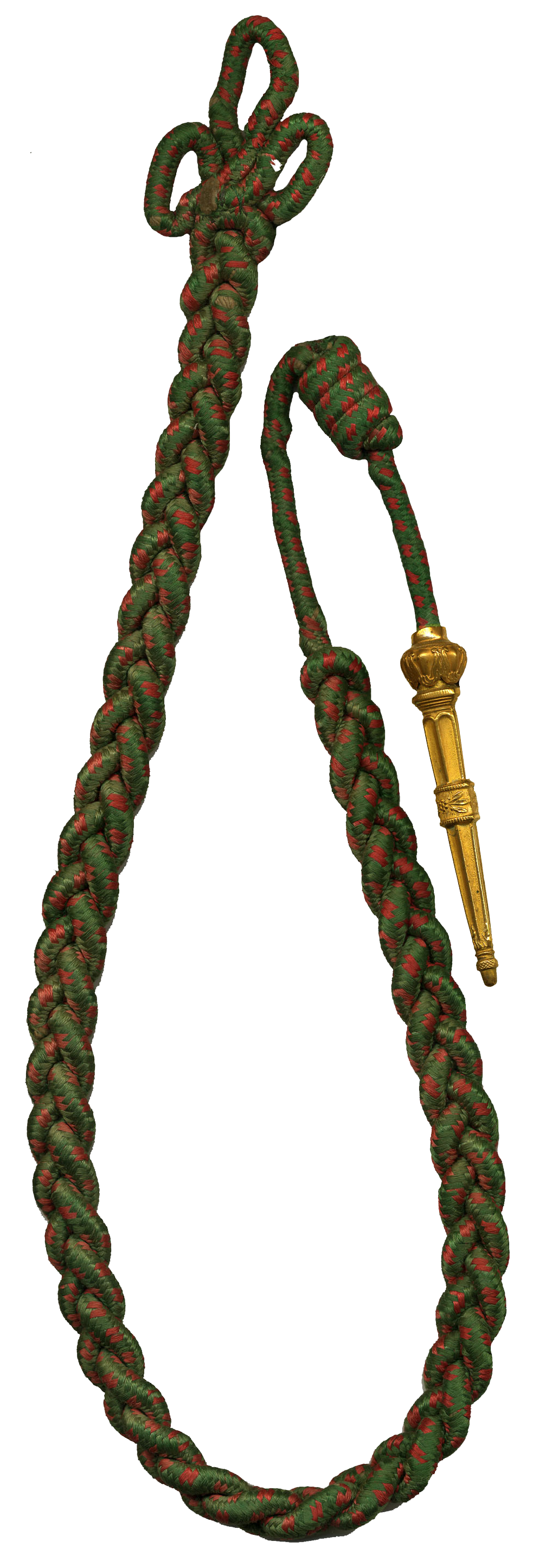
Fourragère aux couleurs du ruban de la Croix de guerre 1914-1918

Il porte, cousues en lettres d'or dans ses plis, les inscriptions suivantes :
- Valmy 1792
- Jemapes 1792
- Alger 1830
- Sébastopol 1854-1855
- Magenta 1859
- La Marne 1914-1918
- Verdun 1916-1917
- L'Aisne 1918

## Décorations
Durant la 1re guerre mondiale, sa conduite au feu, en particulier à Verdun et lors des deux batailles de la Marne, lui vaut d'obtenir deux citations à l'ordre de l'armée et une à l'ordre de la division.
Sa cravate est décorée de la Croix de guerre 1914-1918  avec deux palmes puis une étoile d'argent. Ainsi que le droit au port de la fourragère aux couleurs du ruban de la croix de Guerre 1914-1918.

## Devises
Fors l'Honneur, Nul Soucy
Pour la B3 : La B3 tout droit

## Personnages célèbres ayant servi au7eRA
- Le 7e RA compte en effet parmi ses anciens des hommes de sciences et de lettres, comme le lieutenant de Sénarmont qui devenu le commandant de l'artillerie napoléonienne, et le capitaine Choderlos de Laclos, auteur d'un roman épistolaire de la fin du XVIIIe siècle, Les Liaisons dangereuses[réf. nécessaire].
- 1768 - 1779 : Jean Philippe Raymond Dorsner (1750-1829) (comme lieutenant)
- Dans les années 1770 : Georges Bergasse de Laziroules (1763-1827), comme jeune officier, avant de devenir un député révolutionnaire[15].
- 1789 : Nicolas François Thérèse Gondallier de Tugny (futur général)
- 1789 : Augustin Gabriel d'Aboville (1764-1834), général d'empire, lieutenant
- 1791 : Charles-Joseph Carmejane (comme lieutenant)
- 1792 : Augustin Marie d'Aboville (comme lieutenant)
- 1793 : Joseph Corda (comme lieutenant en second)
- 1802-1804 : Gaspard Gourgaud, alors jeune lieutenant
- Étienne Lorédan Larchey (1831-1902), canonnier, auteur d'un dictionnaire de l'argot parisien
- 1905-1906 : Édouard Eveno
- 1914-1918 : Léon Julliot de La Morandière, lieutenant, professeur de droit français
- Édouard Laffon de Ladebat
- Alexis Callies (1828-1932), qui deviendra ensuite homme politique et député d'Annecy

### Jean Nicolas Le Roy
Fils d'un laboureur Jean Nicolas Le Roy n'a jamais quitté le régiment. Il entre comme canonnier, à seize ans, le 21 juillet 1781, dans le régiment de Toul. Sergent en 1789, Sergent-major en 1792, lieutenant en 1793, capitaine en 1800, chef de bataillon en 1809, major en 1812 et colonel en 1814, et est retraité le 15 janvier 1815 à la tête du corps. Il avait fait avec un détachement l'expédition de la Jamaïque en 1782 et 1783 pendant la guerre franco-anglaise, avait servi à l'armée de Rhin-et-Moselle de 1792 à 1798, à l'armées d'Allemagne de 1807 à 1809, en Zélande en 1810, puis en Russie  en 1812, en Allemagne en 1813, et au blocus de Mayence en 1814.

## Sources et bibliographie
- Histoire de l'armée française, Pierre Montagnon.
- Historique de l'artillerie française, H. Kauffert.
- Historique résumé du 7e régiment d'artillerie de campagne. Campagne 1914-1918, 1920, 36 p. (lire en ligne)
- Historique du 7e Régiment d’Artillerie
- Louis Susane : Histoire de l'artillerie Française
- Historiques des corps de troupe de l'armée française (1569-1900)
- Maurice Loir, Au drapeau ! Récits militaires extraits des mémoires de G. Bussière et E. Legouis, du Cte de Ségur, du maréchal Masséna, du général Vte de Pelleport,... et des journaux, 1897, 312 p. (lire en ligne), p. 297 et suivantes